# 桜坂 (那覇市)
桜坂（さくらざか）は沖縄県那覇市牧志に所在する歓楽街である。沖縄都市モノレール線・牧志駅西口の国際通りと平和通りに直角に面した南東エリアに広がり、第二次世界大戦後の米国統治時代には数百件のバー、スナック、キャバレー、映画館などが建ち並び、歓楽街としては沖縄県内で最も賑わっていた。近年はモノレールの開通などで再び賑わいを取り戻しつつある。またゲイ・タウンとしての顔も持つ。

## 歴史
1970年代以降、歓楽街の中心は海寄りの若狭・辻方面へ移り、桜坂地区の飲食店数は激減した。国際通りの名称の元だったアーニーパイル国際劇場、グランドオリオン、シネコン琉映などの映画館も相次いで閉館。最悪期には沖縄で「桜坂」と言えば「場末」と同義語に近かった。
2000年代に入ると安い賃料と沖縄都市モノレール線の牧志駅に近い立地条件が見直され、若者向けのカフェやクラブ、長期滞在者向けのゲストハウス、「大人の隠れ家」的な飲食店が増加して賑わいが戻りつつある。閉鎖されたシネコン琉映が桜坂劇場として新たにオープンし、今までにない文化発信の拠点として再び注目を集めている。
沖縄唯一のゲイ・タウンであり会員制のゲイバーが点在していることで知られている（後述）。

## ゲイタウン
桜坂劇場や希望の丘公園に近い、桜坂中通りや桜坂通り、グランドオリオン通りを中心としたエリアにゲイバーなどが29店（2013年1月時点）ほど集まっている。桜坂から外れるが、国際通りの北側や、牧志駅の隣駅の安里駅付近などにもゲイ施設があり、トータルすると36店ほどになる。因みに沖縄県全体ではゲイ系店舗・施設などは54ヶ所ほどある。